# Saint-Cirgues-de-Jordanne
Saint-Cirgues-de-Jordanne is een gemeente in het Franse departement Cantal (regio Auvergne-Rhône-Alpes) en telt 144 inwoners (1999). De plaats maakt deel uit van het arrondissement Aurillac.

## Geografie
De oppervlakte van Saint-Cirgues-de-Jordanne bedraagt 16,6 km², de bevolkingsdichtheid is 10,6 inwoners per km².
De onderstaande kaart toont de ligging van Saint-Cirgues-de-Jordanne met de belangrijkste infrastructuur en aangrenzende gemeenten.

## Demografie
Onderstaande figuur toont het verloop van het inwonertal (bron: INSEE-tellingen).

Vanwege een beveiligingsprobleem met de MediaWiki Graph-software is het momenteel niet mogelijk deze grafiek weer te geven. Zodra de software is bijgewerkt zal de grafiek vanzelf weer zichtbaar worden.